# Полонянки (фільм, 2013)
«Полонянки» (англ. Prisoners) — американський кримінальний трилер режисера Дені Вільнева в головних ролях з Г’ю Джекманом і Джейком Джилленголом. На 1 березня 2024 року фільм займав 161-шу позицію у списку 250 кращих фільмів за версією IMDb.

## Сюжет
Сусіди й друзі Довери й Бірчи святкують разом День Подяки. Ввечері, під кінець святкування, вони виявляють, що обидві їхні маленькі доньки зникли. З кожною годиною вони розуміють, що їх дітей викрали. Батько однієї зі зниклих дівчат Келлер Довер (Г'ю Джекман) вирішує взяти справу у свої руки, а допомогти йому в цьому береться детектив Локі (Джейк Джилленгол). Детектив всіма силами намагається розкрити справу, проте Келлер, доки не пізно, вирішує сам розколоти головного підозрюваного, аби врятувати доньку.

## У ролях
| Актор             | Роль          |
| ----------------- | ------------- |
| Г'ю Джекман       | Келлер Довер  |
| Джейк Джилленгол  | детектив Локі |
| Марія Белло       | Ґрейс Довер   |
| Віола Девіс       | Ненсі Бірч    |
| Терренс Говард    | Франклін Бірч |
| Мелісса Лео       | Голлі Джонс   |
| Пол Дано          | Алекс Джонс   |
| Ділан Міннетт     | Ральф Довер   |
| Зої Соул          | Елайза Бірч   |
| Ерін Герасимович  | Анна Довер    |
| Кайла Дрю Сіммонс | Джой Бірч     |
| Девід Дастмалчян  | Боб Тейлор    |

## Цікаві факти
- Спочатку планувалося, що головні ролі виконають Марк Волберг і Крістіан Бейл, а режисерське крісло займе Браян Сінгер.
- Г'ю Джекман був приписаний до проєкту ще коли режисером картини значився Антуан Фукуа. Згодом обидва вибули з проєкту. Після кількох років розробок Г'ю Джекман знову підписався на головну роль.
- Леонардо Ді Капріо довгий час значився виконавцем головної ролі, проте врешті-решт вибув з проєкту.[3]